# Bitwa o Jawę
Bitwa o Jawę – bitwa stoczona podczas wojny na Pacyfiku w czasie II wojny światowej. Miała ona miejsce na wyspie Jawa między 1 a 12 marca 1942 roku. W bitwie brały udział jednostki japońskie, które wylądowały na Jawie 1 marca 1942 roku, tym samym atakując alianckie wojska stacjonujące na tej wyspie. Dowódcy alianccy podpisali akt kapitulacji wyspy 12 marca w Bandungu.

## Sytuacja na froncie przed bitwą
Po zajęciu Sumatry ostatnim liczącym się punktem oporu w Holenderskich Indiach Wschodnich była Jawa. Holendrzy byli zdeterminowani bronić wyspy za wszelką cenę, zupełnie inne podejście mieli Amerykanie i Brytyjczycy. Głównodowodzącym sił lądowych w ramach ABDACOM został gen. Hein ter Poorten. 10 stycznia 1942 roku w Batawii doszło do spotkania gen. Ter Poortena z gen. Wavellem, podczas którego miano uzgodnić wspólne kroki w wojnie przeciwko Japonii. Konferencja pokazała jak rozbieżne cele mają obie strony. Brytyjczycy nie zamierzali angażować większych sił w obronie Holenderskich Indii Wschodnich, wszelkie operacje miały być prowadzone siłami, które posiadano na miejscu. Wypadki na Malajach i upadek Singapuru nie spowodowały zmiany nastawienia Churchilla do wojny w Azji Południowo-Wschodniej. 22 lutego premier Wielkiej Brytanii wysłał telegram do wicemarsz. Paula C. Maltby'ego, dowodzącego jednostkami brytyjskimi znajdującymi się na Jawie, w którym pisał, że obrona powinna być kontynuowana aż do momentu wyczerpania wojskowych możliwości. Oznaczało to, w praktyce, pozostawienie swobody oceny sytuacji na Jawie w rękach wicemarszałka. Wspólne dowództwo w ramach ABDACOM praktycznie zostało przekreślone. 

## Siły obu stron

### Alianci
Gen. Ter Poorten dysponował na Jawie 25 tys. żołnierzy (3 dywizje piechoty) oraz 40 tys. żołnierzy wchodzącymi w skład Gwardii Narodowej. 1. Dywizja Piechoty była dowodzona przez gen. Wijbrandusa Schillinga, 2. Dywizja Piechoty przez gen. Pierre'a A. Coxa, dowódcą 3. Dywizji Piechoty był gen. Gustav A. Ilgen. Skład dywizji KNIL był niejednorodny. 1. Dywizja Piechoty posiadała dwa pułki piechoty (7 batalionów piechoty), natomiast 2. i 3. Dywizja Piechoty tylko jeden pułk piechoty, dowódcom dywizji podlegała także artyleria obrony wybrzeża. 
Siły australijskie składały się z pododdziałów 7. Dywizji Piechoty i tworzyły tzw. "Blackburn Force". Australijczykami dowodził gen. Arthur S. Blackburn, który miał do swojej dyspozycji batalion 2/3 karabinów maszynowych (710 ludzi), 2/2 pionierów (937 ludzi) oraz kompanię transportową, inżynieryjną, a także pluton łączności. Z Singapuru na Jawę przybył także improwizowany batalion mieszany, który składał się ze 100 żołnierzy pochodzenia malajskiego i 175 Australijczyków. Łącznie siły Blackburna liczyły ok. 3 tys. żołnierzy. 
Jednostkami brytyjskimi dowodził gen. sir Hervey D.W. Sitwell, który dysponował szwadronem czołgów lekkich z King's Own Hussars (25 czołgów Mk VI) i pięcioma pułkami artylerii przeciwlotniczej (77., 21., 48., 6. i 35. – dwa z nich nie posiadały uzbrojenia). Łącznie siły brytyjskie liczyły 6 tys. żołnierzy (w tym 2500 Hindusów). Na Jawie znajdował się także niewielki kontyngent amerykański liczący 750 żołnierzy, był to 2. batalion artylerii polowej ze 131. pułku piechoty (558 ludzi). Pozostali żołnierze stanowili personel lotniczy ewakuowany z Filipin. Jednostkami amerykańskimi dowodził ppłk. Blucher S. Tharp. 

### Japonia
Desant na Jawę miała przeprowadzić 16. Armia gen. Hitoshi Imamury. W jej skład wchodziły: 2. Dywizja Piechoty gen. Masao Maruyamy, 48. Dywizja Piechoty gen. Yuitsu Tsuchihashiego, 230. pułk piechoty z 38. Dywizji Piechoty oraz 56. Mieszana Grupa Piechoty. Desant na wyspę miał zostać wykonany poprzez lądowanie na zachodniej Jawie (2. Dywizja Piechoty) oraz wschodniej Jawie (48. Dywizja Piechoty). Plan japoński zmuszał Holendrów do działań na dwóch frontach. Pierwszy konwój złożony z 56 transportowców opuścił Formozę 18 lutego. 22 lutego zespół japoński został namierzony przez brytyjski samolot rozpoznawczy. Na statkach znajdowały się oddziały 2. Dywizji Piechoty, których celem było opanowanie Meraku. Do tego zadania zostały wydzielone dwa zgrupowania desantowe: gen. Yumio Nasu (2. grupa piechoty: 1. batalion z 16. pułku piechoty, 1. dywizjon artylerii polowej – bez 1. baterii z 2. pułku artylerii oraz 1. kompania inżynieryjna) oraz płk. Kyusaku Fukushimy (4. pułk piechoty – bez 3. batalionu, 2. dywizjon artylerii polowej z 2. pułku artylerii, 5. dywizjon artylerii przeciwpancernej oraz 2. kompania inżynieryjna).

## Bitwa

### Działania na zachodniej Jawie

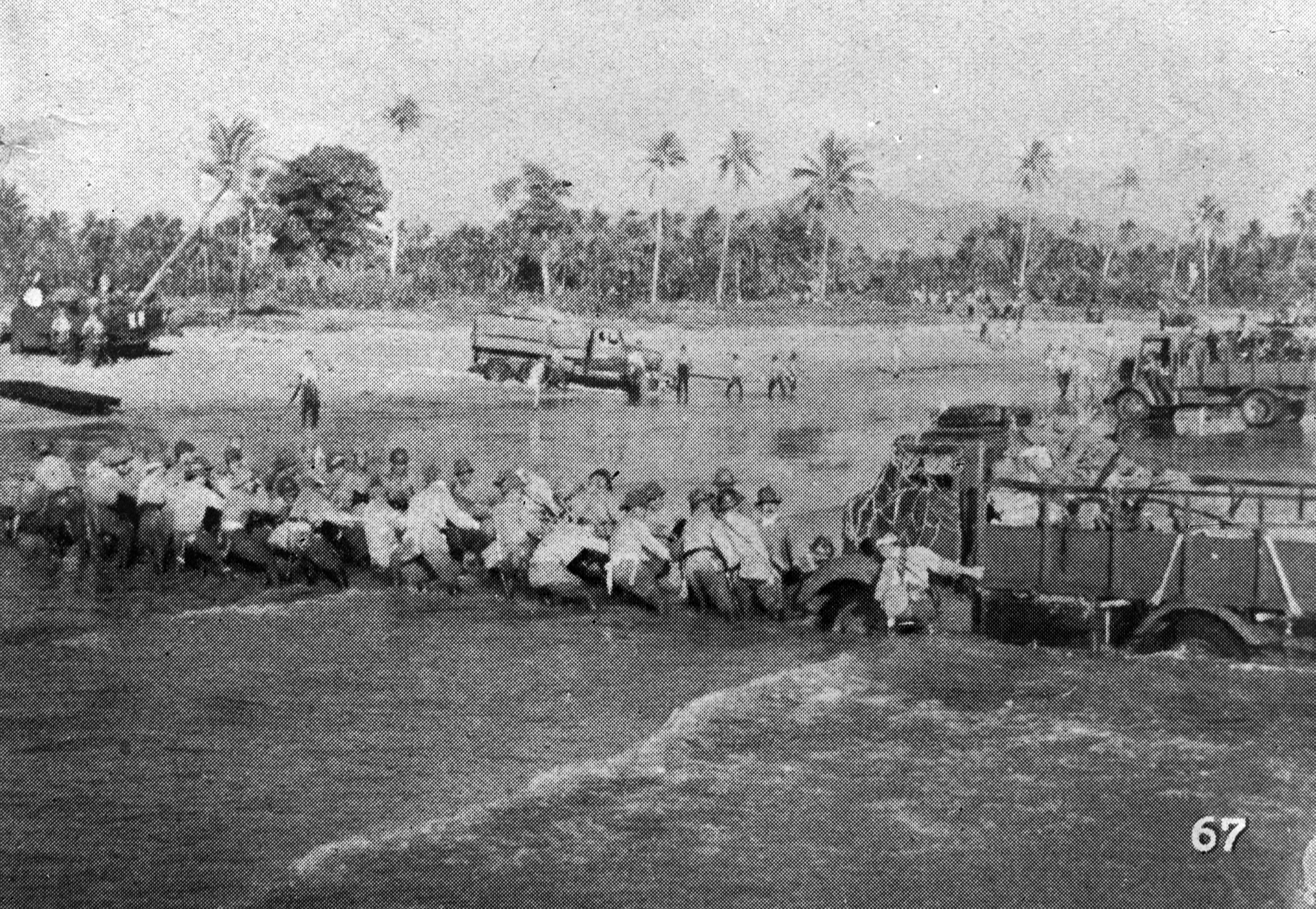
Japońskie wojska lądują na Jawie

Siły japońskie wylądowały w rejonie Meraku o godz. 2:00 rano 1 marca 1942 roku. Rejonu bronił XII batalion z 1. pułku piechoty KNIL dowodzony przez kpt. F.A.M. Harterinka. Holendrzy otworzyli ogień do lądujących oddziałów japońskich, lecz silny ostrzał artylerii okrętowej japońskich niszczycieli okazał się bardzo celny, wkrótce stanowiska holenderskie zostały zniszczone. Na wschód od Meraku w zatoce Banten lądował kolejny zespół płk. Hiroshichi Sato (29. pułk piechoty, 2. pułk czołgów, 1. bateria z 2. pułku artylerii oraz 2. pułk inżynieryjny). Także i tu opór ze strony holenderskiej został szybko zlikwidowany. W południe 1 marca gen. Imamura założył swoją kwaterę w Ragas, skąd dowodził dalszymi operacjami. Grupa gen. Yumio Nasu miała rozkaz przekroczyć rzekę Cudjung i szybko posuwać się w kierunku na Batawię, zajmując Buitenzorg oraz Bandung. 2. Dywizja Piechoty miała się połączyć z oddziałami 230. pułku piechoty, który wylądował w rejonie Bretanwetan i miał nacierać na wschód. 
Poruszający się w przedniej straży 2. pułk czołgów (31 czołgów "Typ 97" oraz 5 zdobycznych czołgów M3) otrzymał zadanie uchwycenia mostu na rzece Cudjung w rejonie miejscowości Serang. Most został wysadzony przez pluton sierż. H. Heinemana. Wobec tego o godz. 14:00 saperzy japońscy przystąpili do budowy prowizorycznej przeprawy. Nie chcąc czekać na ukończenie mostu, dowódca wydał rozkaz skierowania się w stronę drugiego mostu, który znajdował się w rejonie Rangkasbitungu. Był on broniony przez 10. kompanię z 2. pułku piechoty KNIL pod dowództwem kpt. M. Lista, który dysponował dwoma samochodami pancernymi oraz baterią artylerii górskiej. Holendrzy, gdy zobaczyli zbliżające się japońskie oddziały, wysadzili wschodni koniec mostu. Gen. Nasu nie chcąc tracić czasu na walkę o zniszczony most, skierował swoje siły na wschód. Japończycy za wszelką cenę chcieli zdobyć nieuszkodzony ostatni most znajdujący się w rejonie Pamarjan. Tym razem dopisało im szczęście, o godz. 21:00 wszystkie oddziały 2. Dywizji Piechoty rozpoczęły przekraczanie rzeki Cudjung. Grupa płk. Fukushimy rozpoczęła szybki marsz w kierunku miejscowości Bodjanegara. Pomimo że Holendrzy niszczyli mosty i zakładali zapory na drogach, tempo marszu japońskich oddziałów nie słabło – nad ranem 2 marca Japończycy znaleźli się w rejonie rzeki Cidorian. 
W południe w rejonie miasta Buitenzorg Japończycy napotkali na pierwszy zorganizowany opór sił holenderskich i australijskich. Początkowo próbowali obejść pozycje holenderskie pod Jasingą i Tangerangiem przez Lewuwiliang, lecz napotkali tam silny i zdecydowany opór Australijczyków, którzy zbudowali zapory przeciwpancerne oraz kilkadziesiąt bunkrów. Brygadier Blackburn dysponował w rejonie Lewuwiliang dwoma kompaniami z 2/2 pionierów (jedna kompania była w rezerwie), batalion 2/3 miał znajdować się w odwodzie. W południe 2 marca pozycje Australijczyków zostały zaatakowane przez 16. pułk piechoty płk. Hiroyasu. Dowódca japoński, widząc, że opór Australijczyków jest silny (mieli rozkaz utrzymać most aż wszystkie oddziały holenderskie zdołają się wycofać), postanowił obejść pozycje od wschodu. Tu jednak natrafił na batalion ppłk. Lynehama, który powstrzymał piechotę japońską. Wobec stanowczego rozkazu ze strony gen. Imamury nakazującego przełamanie pozycji australijskich płk. Hiroyasu postanowił obejść pozycje australijskie tym razem od południa. Padające deszcze sprawiły, że rzeka Cianten znacznie przybrała i tylko mały oddział piechoty japońskiej zdołał się przeprawić na drugi brzeg. Żołnierze 16. pułku piechoty zostali zdziesiątkowani przez 2/3 batalion, a dowódca 16. pułku piechoty został ciężko ranny. 

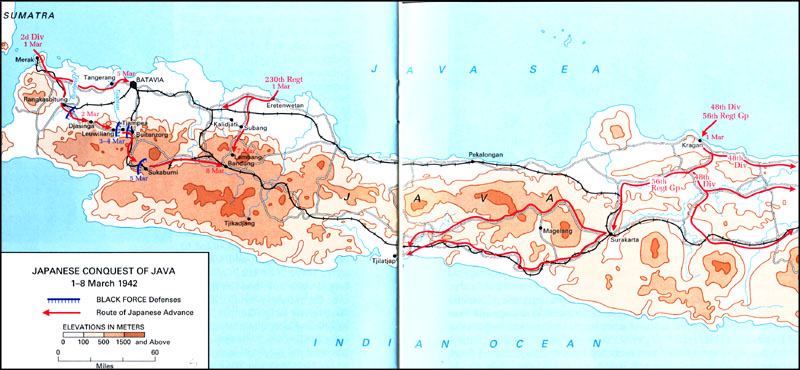
Mapa pokazująca linie obronne wojsk alianckich na Jawie (niebieskie linie) oraz działania wojsk japońskich (czerwone linie) między 1 a 8 marca 1942 roku

Rankiem 3 marca Australijczycy przystąpili do kontrnatarcia. Natarcie miało być wsparte lekkimi czołgami Mk VIB. Do ataku jednak nie doszło, gdyż już od godzin porannych Japończycy rozpoczęli silne ataki na pozycje 2/2 pionierów. Piechota japońska osłaniana przez 5 czołgów 2. pułku czołgów płk. Mori rozpoczęła ostrzał pozycji Australijczyków. Japończycy, wiedząc, że utrzymanie mostu pozwoli na wycofanie się sił holenderskich z zagrożonego rejonu, postanowili go zniszczyć. Czołgi celnie ostrzelały konstrukcję, która runęła do rzeki, Japończycy przypłacili to jednak stratą dwóch czołgów, zniszczonych przez rusznice przeciwpancerne. Piechota japońska radykalnie zmieniła swoją taktykę walki. Dysponując moździerzami, ostrzeliwała pozycje australijskie, nie narażając się na ogień wroga. Po południu, licząc na zmęczenie wroga ostrzałem moździerzowym, Japończycy ruszyli do ataku. Kolumna samochodów ciężarowych oraz 3 czołgi ruszyły w stronę zniszczonego mostu. Japończycy forsowali rzekę, przechodząc po ocalałych fragmentach mostu. Natarcie zostało powstrzymane przez amerykańską baterię D z 2/131. pułku artylerii. Ogniem na wprost zniszczono jeden czołg i kilka samochodów. Australijczycy mieli tego dnia zaledwie 5 zabitych i 4 rannych. Już 2 marca widząc jak trudna będzie walka z Australijczykami w rejonie Lewuwiliang, płk. Sato nakazał przeprawienie się przez rzekę w innych miejscach. Japończykom udało się 3 marca znaleźć przeprawę w Kopo – co więcej – zdobyli także nieuszkodzony most w Parigi. Wydawałoby się, że Japończykom zaczyna sprzyjać szczęście, jednak kolejny most – w Balarai – został wysadzony. Powstrzymało to posuwanie się japońskiej 2. Dywizji Piechoty, która została w ten sposób wciągnięta w walkę praktycznie pozycyjną. 
4 marca gen. Schilling, po naradzie z gen. Ter Poortenem, postanowił zreorganizować obronę. Zdecydował wycofać wszystkie siły z rejonu Batawii i Buitenzorgu i zorganizować linię obrony w oparciu o linię kolejową Batawia–Bandung. Australijczycy mieli utrzymać swoje pozycje przez 42 godziny, co miało umożliwić wycofanie wszystkich oddziałów KNIL. Blackburn wydał odpowiednie rozkazy, dotyczące przygotowania do wycofania się na nowe pozycje oraz zniszczenia mostów. Niestety, w Sukabumi saperzy wysadzili most przed wyznaczoną godziną – jedna z kompanii australijskich została w ten sposób odcięta i w całości dostała się do niewoli. Po południu 4 marca rozpoczęto wycofywanie wszystkich sił z rejonu Batawii. Rankiem 5 marca Japończycy znaleźli się w rejonie miasta. Ewakuacja jednostek KNIL przeprowadzona była bardzo powoli, część oddziałów została zaskoczona przez Japończyków, pierwsze oddziały płk. Sato wkroczyły do miasta o godz. 21:30. Po południu Japończykom udało się przełamać pozycje Australijczyków, skierowali się potem na Bantarkaming, który znajdował się zaledwie 8 km na północ od Buitenzorgu. Ten manewr doprowadził do odcięcia części holenderskich oddziałów znajdujących się w rejonie Buitenzorgu. Rankiem 6 marca oddziały holenderskie, dowodzone przez ppłk. F.F. Milusia, zostały zaatakowane przez jednostki płk. Fukushimy. Po krótkiej walce Holendrzy skapitulowali, o godz. 6:00 żołnierze japońscy wkroczyli do miasta.
Gen. Schilling zdołał wyprowadzić w rejon Bandungu ok. 3 tys. żołnierzy. Jedyna droga, jaką mogły wycofywać się jego oddziały, prowadziła przez przełęcz Porntjak. Dowodzący 2. Dywizją Piechoty gen. Maruyama natychmiast skierował na przełęcz batalion piechoty, który miał ścigać wycofujące się siły alianckie. Wieczorem 6 marca Japończycy dotarli w rejon Cibadaku. Dalszy marsz został wstrzymany z powodu zniszczonego mostu. Rankiem następnego dnia gen. Imamura przydzielił do 2. Dywizji Piechoty 230. pułk piechoty płk. Toshishige Shoji i rozkazał przystąpić do szturmu na Bandung. 8 marca działająca na północy grupa gen. Nasu zdobyła Cimahi i znalazła się niedaleko Bandungu.

#### Działania zgrupowania płk. Shoji

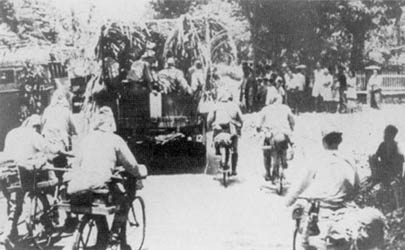
Japońscy kolarze podczas natarcia na Jawie

Lądowanie sił płk. Toshishige Shoji (230. pułk piechoty – bez 3. batalionu, dywizjon artylerii górskiej, kompania inżynieryjna, kompania czołgów, dywizjon artylerii przeciwpancernej i przeciwlotniczej) odbyło się 1 marca w rejonie wioski Eretanwetan w pobliżu Subangu na północnym brzegu zachodniej Jawy o godz. 3:30. Zespół japoński został rano zaatakowany przez lotnictwo holenderskie, które zatopiło jeden transportowiec. Najważniejszym zadaniem sił japońskich było zdobycie lotnisk w Kalidjati i Cikampek. W tym celu sformowano grupę pod dowództwem mjr. Mitsuori Wakamatsu. W skład grupy wchodziła kompania czołgów oraz batalion piechoty na samochodach ciężarowych. Druga grupa, pod dowództwem mjr. Masaru Egshiry, miała za zadanie zdobyć mosty na rzekach Citarum i Cikampek. 
Grupa mjr. Wakamatsu dotarła do lotniska Kalidjati o godz. 6:00 rano. Osłonę lotniska stanowiło 150 żołnierzy holenderskich dowodzonych przez płk. Zomera oraz 350 żołnierzy brytyjskich z dwóch baterii przeciwlotniczych. Walka o lotnisko trwała do południa, poległo 125 Brytyjczyków oraz 60 Holendrów, ostatecznie jednak lotnisko zostało zdobyte. Samoloty zdołały przelecieć na lotnisko Andir. Drugie zgrupowanie mjr. Egshiry zostało zaatakowane 20 km na północ od Kalidjati przez 1. kompanię z 1. pułku piechoty KNIL, która dysponowała 3 samochodami pancernymi i była dowodzona przez kpt. L.J. Prummela. Niestety, natarcie holenderskie załamało się w ogniu czołgów japońskich, wszystkie samochody holenderskie zostały zniszczone. W rejon lądowania Holendrzy skierowali swój jedyny oddział pancerny, dowodzony przez kpt. G.J. Wulfhorsta, który dysponował 20 czołgami Marmon-Herrington CTMS-1 oraz 5 samochodami pancernymi. 
Natarcie holenderskie wykonał 5. batalion mjr. C.G.J. Teerinka, jego celem były japońskie oddziały znajdujące się w rejonie Subangu. Ataki Holendrów były całkowitym zaskoczeniem dla Japończyków, szansa na odniesienie sukcesu została jednak zmarnowana wskutek błędów w dowodzeniu holenderskiego dowódcy, który wprowadzał do walki czołgi poszczególnymi plutonami, zamiast rzucić od razu do ataku całą kompanię. Japończycy po pierwszych minutach zaskoczenia zorganizowali sztywną obronę i po powstrzymaniu pierwszego impetu natarcia przystąpili do kontrataku. Przeprowadzili manewr oskrzydlający, wprowadzając na lewe skrzydło wszystkie posiadane czołgi (w liczbie 17). Zaskoczeni Holendrzy, zagrożeni oskrzydleniem, musieli się szybko wycofać, tracąc ogółem 13 czołgów oraz 5 samochodów pancernych. 
Rano 3 marca 230. pułk piechoty znajdował się w rejonie Pamanukan, Holendrzy nie zrezygnowali z powstrzymania Japończyków. Kolejny atak miał zostać przeprowadzony przez 14. i 15. batalion piechoty KNIL pod dowództwem płk. C.G. Tooropa oraz 1. szwadron kawalerii. Dzięki zdobyciu lotniska Japończycy mogli przerzucić w rejon walk lotnictwo, które zaatakowało szykujące się do ataku oddziały holenderskie. Japończycy nie liczyli się z tak silnym oporem ze strony holenderskiej i musieli wprowadzić do walki jednostki odwodowe – oddziały osłonowe płk. Ono. Były to pododdziały, które zabezpieczały strefę lądowania, wprowadzenie ich do walki powoli przechyliło szalę wygranej na stronę japońską. 5 marca 230. pułk piechoty nawiązał styczność z oddziałami 2. Dywizji Piechoty, 7 marca padł Lembang. Wieczorem tego samego dnia w kwaterze płk. Shoji zjawił się holenderski kpt. J. Gerharz, który został wysłany przez dowodzącego rejonem Bandungu gen. Jacoba J. Pesmana w celu uzgodnienia warunków kapitulacji. O godz. 10:00 rano w dniu 8 marca w byłej siedzibie ABDACOM rozpoczęły się rozmowy kapitulacyjne.

### Działania we wschodniej Jawie

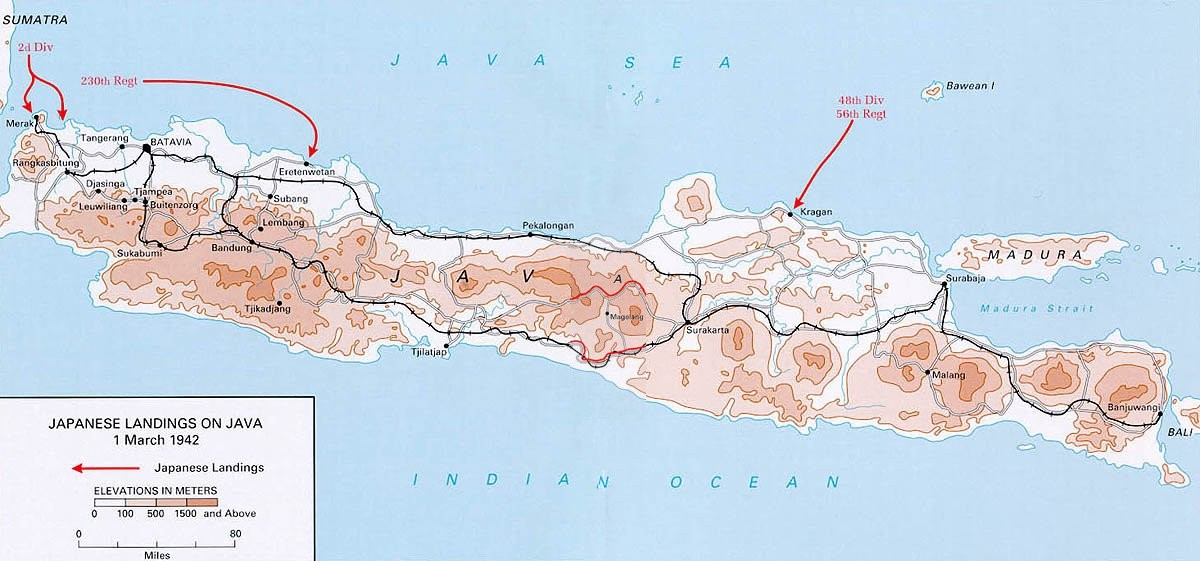
Mapa japońskich lądowań na Jawie 1 marca 1942 roku

Zadaniem 48. Dywizji Piechoty gen. Yuitsu Tsuchihashiego było opanowanie wschodniej części Jawy. Lądowanie odbyło się na północny zachód od Surabai. Główne siły 48. Dywizji Piechoty miały skierować się na Surabaję. Były to: zgrupowanie płk. Hifumi Imai (1. pułk piechoty – bez 1. batalionu, dywizjon artylerii górskiej oraz kompania inżynieryjna), zgrupowanie gen. Koichi Abe (dowództwo 48. Dywizji Piechoty, 47. pułk piechoty, bateria artylerii górskiej oraz kompania inżynieryjna) oraz zgrupowanie płk. Tohru Tanaki (2. pułk piechoty, bateria artylerii górskiej oraz kompania inżynieryjna). Kolejnym zadaniem było zdobycie portu Rembang, a następnie miasta Bojonegoro. Zadanie to powierzono zgrupowaniu ppłk. Kuro Kitamury (48. pułk rozpoznawczy). W drugiej fazie lądowania, po opanowaniu wybrzeża, w Kraganie miały być wyładowane siły, które posuwając się na zachód, miały opanować centralną Jawę. Do tego zadania przeznaczono zgrupowanie gen. Shizuo Sakaguchiego (124. pułk piechoty), które składało się z grupy płk. Yamamoto (1. batalion), mjr. Kaneuji (2. batalion) oraz ppłk. Matsumoto (3. batalion).
Jednostki inwazyjne zostały namierzone już 27 lutego i jeszcze tego samego dnia flota ABDACOM pod dowództwem kontradmirała Karela Doormana podczas poszukiwania japońskiego zespołu inwazyjnego, wykryła i zaatakowała japońskie siły morskie, eskortujące transportowce z wojskami desantowymi, które przeważały jednak okręty alianckie pod względem liczebności i siły ognia swoich okrętów. W bitwie, która się wtedy rozpoczęła, znanej jako bitwa na Morzu Jawajskim, alianci ponieśli katastrofalną klęskę, tracąc 2 krążowniki i 3 niszczyciele, natomiast strona japońska nie straciła żadnej jednostki. W międzyczasie, jeszcze przed rozpoczęciem się bitwy na Morzu Jawajskim (27 lutego), lotnictwo holenderskie, amerykańskie i brytyjskie przeprowadziło systematyczne ataki na flotę inwazyjną, które jednak nie przyniosły oczekiwanych efektów. 1 marca o godz. 3:45 rano wylądowały oddziały płk. Imai, a kwadrans później rozpoczęły lądowanie oddziały gen. Abe. Holendrzy w tym rejonie dysponowali 3. szwadronem z 1. pułku kawalerii KNIL, którym dowodził rtm. C.W. de Iongh. Holendrzy jednak szybko się wycofali ze swoich pozycji. 
O godz. 12:00 japońskie oddziały znajdowały się w rejonie Sedanu i Bulu. Nie napotykając na żaden poważniejszy opór, zgrupowanie płk. Imai skierowało się na Rembang, który został zdobyty po południu tego samego dnia. Japończycy posuwali się także na Bojonegoro oraz na Krang. Wieczorem 4. szwadron z 1. pułku kawalerii natknął się na patrol japońskich kolarzy. Holendrzy w pułkach kawalerii posiadali transportery opancerzone M3A1 oraz samochody pancerne Alvis Straussler AC3. Dwa transportery M3, dowodzone przez wachmistrza D. van der Gaaga, ostrzelały Japończyków, na drodze pozostały ciała pięciu zabitych. Holendrzy wycofali się bez strat. Ogólna sytuacja była jednak zdecydowanie bardziej korzystna dla sił japońskich. 2 marca rejon Cepu zdobyło zgrupowanie płk. Tanaki, a 3 marca w rejonie Bojonegoro, po sforsowaniu rzeki Solo, znalazły się siły ppłk. Kitamury. Obszaru tego bronił VI batalion KNIL płk. W. van Kuilenburga oraz batalion marynarzy ppłk. W.A.J. Roelfsena, które otrzymały rozkaz powstrzymania nacierających sił japońskich. Siły holenderskie nie były jednak w stanie powstrzymać Japończyków, rankiem 5 marca obrona została przełamana na całej długości. 
Następnego dnia w rejonie Modjoagung doszło do walki oddziałów płk. Imai i płk. W.P. Roodenburga. Holendrzy ponownie musieli się wycofać w rejon Kertosono. Japończycy postanowili rozbić koncentrujące się w rejonie Porongu siły holenderskie, które mogły im zagrażać w drodze na Surabaję. W rzeczywistości Holendrzy rozpoczęli koncentrację wszystkich posiadanych sił: VIII batalion piechoty (kpt. J.W.R.H. Doormana), XIII batalion piechoty (mjr. G.J. van der Meulena) oraz dwa szwadrony z 3. pułku kawalerii (por. W.F. Raba). Atak japoński nastąpił w nocy 6 marca. Początkowo Holendrom udało się powstrzymać japońskie natarcie, jednak wejście do walki czołgów wywołało panikę wśród tubylczych żołnierzy KNIL, stanowiących zdecydowaną większość holenderskich oddziałów. Sytuacji nie uratowało nawet zniszczenie trzech czołgów przez sierż. H.F. Pascha. Gdy meldunki o klęsce otrzymał gen. Ilgen, nakazał przystąpić do niszczenia urządzeń portowych w Surubai. O godz. 11:00 8 marca do kwatery gen. Tsuchihashiego dotarła wiadomość, że na moście pod miastem oczekuje holenderska delegacja chcąc omówić warunku kapitulacji.

#### Działania zgrupowania gen. Sakaguchiego

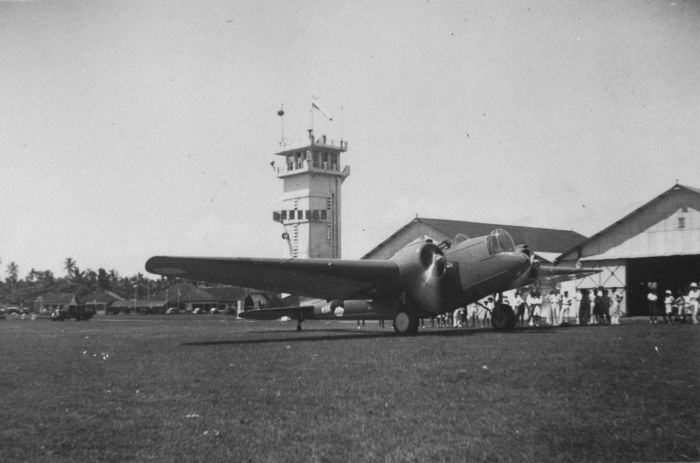
Martin B-10 należący do Holenderskich Sił Powietrznych na lotnisku w Bandungu

1 marca w porcie Kragan wyładowano 2. batalion mjr. Kaneuji, który następnie został przewieziony do Blory. Podobnie stało się z dwoma pozostałymi batalionami zgrupowania. 2 marca 2. batalion z Blory został skierowany w kierunku Samarangu, dowódca oddziału otrzymał zadanie zajęcia tej miejscowości. Miasta bronił batalion Gwardii Narodowej ppłk. A.M. Sierevlta oraz kompania ochotnicza. Japończycy jako wsparcie wysłali 3. batalion, który zajął Poweraodadi oraz doszedł nad kanał Bandjir. Marsz batalionu ppłk. Matsumoto został powstrzymany przez XXI batalion KNIL, dowodzony przez mjr. T. Dessauvagie. Atak japoński był jednak tak silny, że Holendrzy zmuszeni zostali do odwrotu. Równocześnie z rejonu Godongu zaatakował 2. batalion, co ostatecznie przesądziło o zwycięstwie Japończyków. Otworzyło to Japończykom drogę do zajęcia kluczowego mostu na rzece Seraju. Most został uchwycony i na pierwszą linię walk wprowadzono świeży 1. batalion płk. Yamamoto. Batalion szybko przełamał obronę holenderską, co doprowadziło 7 marca do praktycznie całkowitego załamania się oporu wojsk holenderskich. Wieczorem 8 marca gen. Pierre A. Cox otrzymał pozwolenie na podjęcie rozmów kapitulacyjnych. Kapitulacja została podpisana o godz. 11:00 w dniu 10 marca.  

### Zakończenie walk na Jawie
Gen. Hein ter Poorten wraz ze swoim sztabem opuścił Batawię 5 marca. Nowa kwatera główna została zorganizowana w Bandungu. 6 marca do Bandungu przybył gen. Schilling, który przedstawił przebieg dotychczasowych walk na zachodniej Jawie. Konkluzja była jasna, Japończycy w ciągu kilku dni zajmą Bandung. Wieczorem 6 marca odbyła się narada z udziałem gen. Sitwella oraz gen. B.J. Silly'ego, który objął dowodzenie siłami RAF-u w zachodniej Jawie. Holendrzy powiadomili swoich sojuszników, że siły KNIL przygotowują się do kapitulacji. Silly natychmiast wydał rozkaz, aby wszystkie jednostki RAF-u skoncentrowały się w rejonie Purwokerta, 20 km na północ od Cilacapu, i rozpoczęły ewakuację. Sitwell przesłał wiadomość do Blackburna, że w razie kapitulacji Holendrów musi samodzielnie przebić się w bezpieczny rejon, skąd zostanie ewakuowany. Australijczycy już następnego dnia skierowali się w rejon lotniska Andir, gdzie razem z Brytyjczykami (ok. 8 tys. żołnierzy w tym 1750 personelu RAF-u) przygotowywali się do ewakuacji z Jawy. Wypadki potoczyły się inaczej. Wieczorem 7 marca Japończycy zajęli Cilacap, co oznaczało, że droga ewakuacji została odcięta. Sitwell rozważał skierowanie wszystkich jednostek do Surabai, jednak i w tym rejonie sytuacja była bardzo trudna. Rankiem 8 marca głównodowodzący wojskami na Jawie gen. Hein ter Poorten wydał rozkaz zaprzestania walk. Rozmowy kapitulacyjne miał prowadzić gen. J.J. Pesman, podobne kroki podjął gubernator Jawy A.W.L. Tjarda van Starkenborgh Stachouwer. Australijczycy i Brytyjczycy nie zamierzali się poddawać. Dalsza walka była jednak niemożliwa. Nie posiadano paliwa do pojazdów, amunicji, żywności oraz środków sanitarnych. 9 marca gen. Ter Poorten nadał komunikat radiowy o kapitulacji wszystkich oddziałów na wyspie. 12 marca oddziały alianckie rozpoczęły składanie broni. W rejonie Malangu przez kilka miesięcy działały jeszcze małe grupy dywersyjne (w sumie ok. 200 Australijczyków), które z czasem zostały zlikwidowane.